# Kute Buluh Botong
Kute Buluh Botong is een bestuurslaag in het regentschap Aceh Tenggara van de provincie Atjeh, Indonesië. Kute Buluh Botong telt 345 inwoners (volkstelling 2010).